# Boulon explosif
 (novembre 2024).
Si vous disposez d'ouvrages ou d'articles de référence ou si vous connaissez des sites web de qualité traitant du thème abordé ici, merci de compléter l'article en donnant les références utiles à sa vérifiabilité et en les liant à la section « Notes et références ».

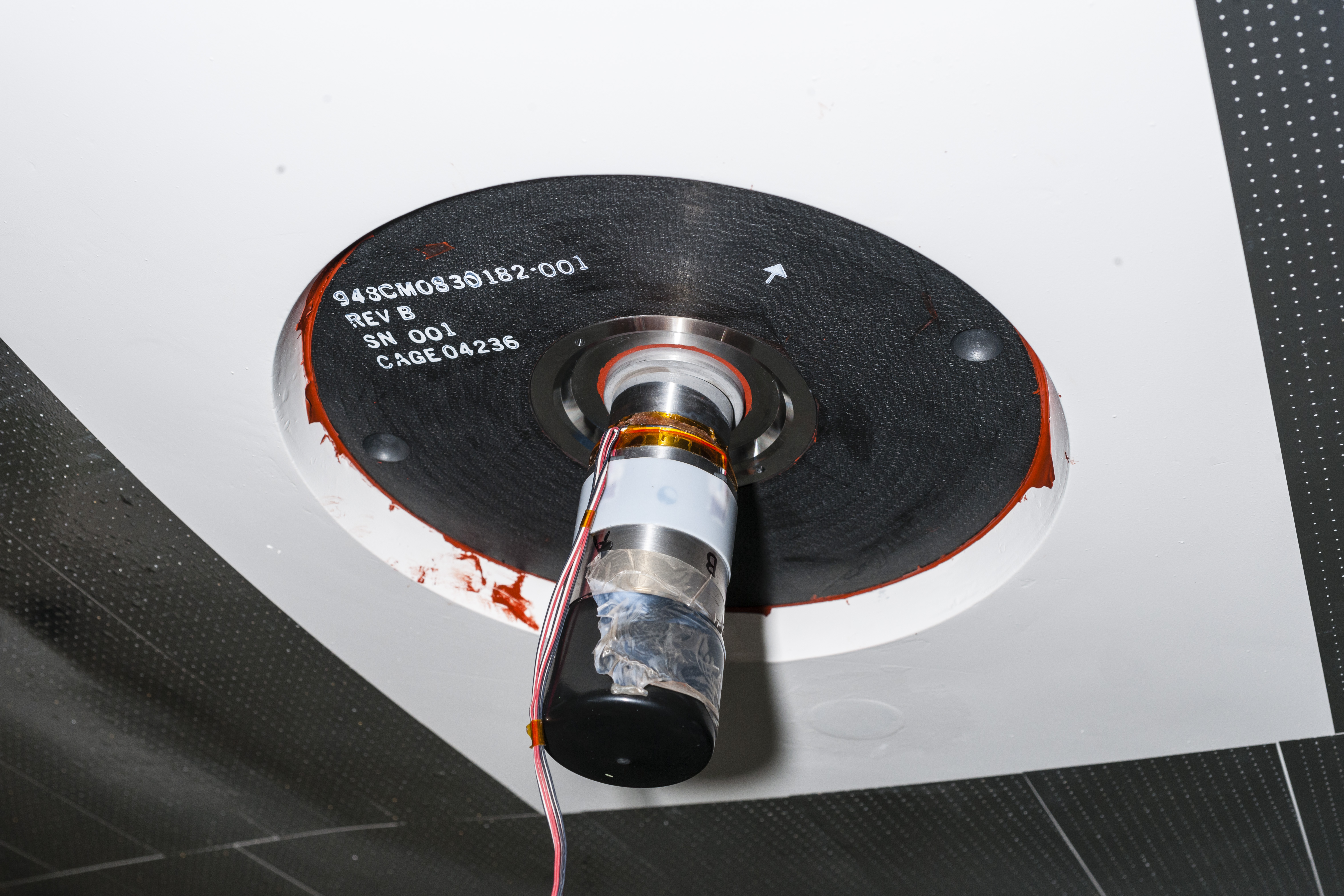
Boulon explosif dans un module Orion.

Un boulon explosif (ou boulon pyrotechnique) est un boulon utilisé pour tenir ensemble deux pièces qui devront être séparées à un moment donné.

## Fonction
Dans une pièce dont la forme générale est celle d’une vis, un chargement pyrotechnique est placé à proximité d’une zone de rupture, dans le logement axial. Lors de l'explosion du chargement, la zone préalablement affaiblie est rompue et l’assemblage est libéré.

## Types
On distingue deux types de boulons explosifs, les boulons à traction libérant un assemblage sans effets de poussée et les boulons éjecteurs générant un effet d’éjection après rupture de la liaison.

## Applications
Les boulons explosifs sont utilisés dans l'industrie de l'armement et l'industrie aérospatiale, par exemple pour séparer les étages d'une fusée ou la verrière d'un avion de chasse.